# Норма (опера)
«Но́рма» (итал. Norma) — двухактная опера (лирическая трагедия) итальянского композитора Винченцо Беллини. Итальянское либретто Феличе Романи по трагедии Александра Суме «Норма, или Детоубийство» («Norma, ossia L’infanticidio»). Премьера состоялась в миланском театре «Ла Скала» 26 декабря 1831 года. Одна из эталонных и самых репертуарных опер периода бельканто, соперничающая с «Пуританами» за право считаться высшим свершением Беллини.
Заглавная партия — одна из самых трудных в репертуаре сопрано. Она была написана для Джудитты Пасты на принадлежавшей ей вилле. Каватина Нормы из первого акта — Casta diva — одна из самых известных арий в репертуаре сопрано. Опера отражает эстетику романтизма и переносит слушателя в далёкий от современности мир галльских друидов; она пользовалась огромным успехом в XIX веке, а в 1950-е годы вторую жизнь ей дала Мария Каллас.

## История постановок
Декорации для первой постановки разработал Алессандро Санкуирико. Зрительный зал принял премьеру ледяной тишиной. Композитор объяснял это происками графини Самойловой (она находилась в зале), которая состояла в романтической связи с его злейшим соперником Пачини. Однако на втором представлении зал был опять полон. Популярность «Нормы» постепенно набирала обороты, и за несколько лет опера обошла основные сцены Западной Европы. В 1841 году Джудитта Паста пела «Норму» в Петербурге (где немецкая труппа уже исполнила оперу в 1835 году, а русская — в 1837). 
Многим патриотам в либретто (где показано восстание против чужеземных угнетателей) мнился «мощный призыв к единству Италии», поэтому сама опера и её фрагменты долгое время ассоциировались с романтическим национализмом. Шопенгауэр приводил оперу Беллини в пример совершенной трагедии (см. «Мир как воля и представление») . Вагнер, дирижировавший в 1837 году рижской постановкой, также был в восторге от этого «феномена, значение которого преувеличить невозможно».
В первой половине XX века партия Нормы отождествлялась в США с Розой Понсель и Зинкой Милановой, которые блистали в этой роли на сцене «Метрополитен-оперы». Послевоенные итальянские постановки Туллио Серафина с Марией Каллас в главной роли стали мировой сенсацией и обратили всеобщие взоры не только на эту оперу, но и в целом на обделённое вниманием наследие эпохи бельканто. Только за 1950-е годы Каллас записала всю оперу семь раз (две записи — студийные). 
В 1960-е и 1970-е годы партию Нормы с наибольшим успехом исполняли Монтсеррат Кабалье, Джоан Сазерленд, Лейла Генджер, Беверли Силлз.  Примечательно, что Кабалье не раз представала в образе галльской жрицы в реальных декорациях древней Галлии: особенно известна видеозапись представления в античном театре города Оранжа 20 июля 1974 года, где её партнёром выступил тенор Джон Викерс.

## Действующие лица
| Поллион, римский проконсул                                                                     | тенор         |
| Оровезо, верховный друид                                                                       | бас           |
| Норма, дочь Оровезо, верховная жрица кельтов                                                   | сопрано       |
| Адальджиза, жрица при идоле Ирминсула                                                          | меццо-сопрано |
| Клотильда, наперсница Нормы                                                                    | меццо-сопрано |
| Флавий, центурион, друг Поллиона                                                               | тенор         |
| Друиды, барды, ваты, жрицы, галльские воины. Действие происходит в покоренной римлянами Галлии |               |

## Либретто
Действие происходит в Галлии в эпоху её завоевания римлянами.

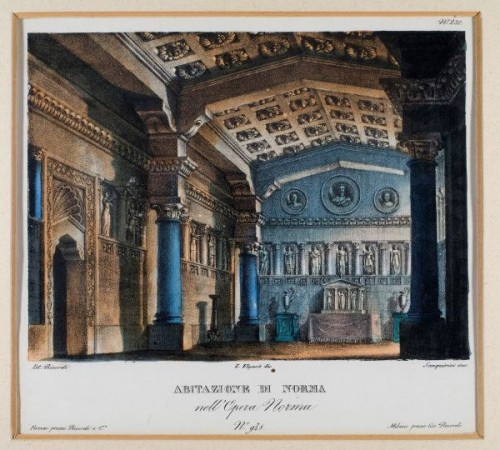
Декорации Санкуирико ко второй картине первого акта

### Акт первый

#### Картина первая. Священная роща друидов
В рощу приходят друиды во главе с верховным жрецом Оровезо. Он просит богов благословить народ на войну против римлян и помочь Галлии сбросить ненавистное иго угнетателей. После ухода священников в роще появляется римский проконсул Поллион со своим центурионом Флавием. Поллион признаётся другу, что разлюбил верховную жрицу, дочь верховного друида Норму, которая ради него изменила своей религии, нарушила обет целомудрия и родила двух сыновей. Теперь сердцем Поллиона завладела молодая жрица Адальджиза, которую он недавно видел в храме. Заслышав звуки труб, созывающие кельтов к священному камню, римляне уходят. Торжественно входят жрецы и жрицы. Норма поднимается на помост для приношения жертвы богам. Во всеуслышание она обращается к богам и предсказывает падение власти римлян — такова воля богов (каватина «Casta Diva»). Перед священным камнем склоняются друиды. Все уходят. Остается Адальджиза. Она молит богов дать ей силы забыть Поллиона, которого она заметила в храме. Тем временем возвращаются Поллион и Флавий. Поллион клянется Адальджизе в любви и предлагает уехать с ним в Рим. Адальджиза в смятении, но поняв, что любит Поллиона и ради этой любви готова отречься от служения в храме, соглашается.

#### Картина вторая. Покои верховной жрицы
Норма в глубокой скорби. Она делится опасениями со своей подругой Клотильдой. Поллион собирается покинуть страну, так как возвращается в Рим, хотя почему-то утаил от неё это. Норма догадалась, что Поллион оставил её ради другой, но имени своей соперницы не знает. Входит Адальджиза. Она признаётся Норме в преступной любви, кается в том, что ради возлюбленного готова нарушить обет целомудрия. Норма, сознавая, что она сама первая совершила такое же преступление, готова простить Адальджизу и просит назвать имя того, кого она полюбила. Входит Поллион. Адальджиза указывает на него. Он в смятении, но объявляет Норме, что между ними всё кончено, и хочет увести Адальджизу. Но Адальджиза потрясена предательством и отталкивает римлянина. Она слишком чтит верховную жрицу, чтобы стать возлюбленной того, кто изменил ей.

### Акт второй

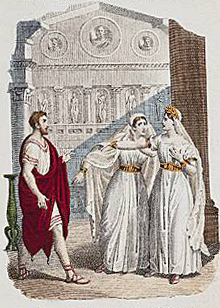
Доменико Донцелли, Джудитта Паста, Джулия Гризи — первые исполнители ролей в «Норме»

#### Картина первая. Покои верховной жрицы
Охваченная отчаянием Норма склонилась над колыбелью своих детей. Она задумала лишить их жизни. Но чувство материнской любви одерживает верх над ненавистью к их отцу. Входят Клотильда и Адальджиза. Норма готова отказаться от Поллиона. Она просит Адальджизу стать матерью детям её и Поллиона и забрать их в Рим. Но Адальджиза не хочет быть предательницей. Она пойдёт к Поллиону и напомнит ему о его долге перед Нормой.

#### Картина вторая. Священная роща друидов
Галльские воины ожидают сигнала к началу восстания против римлян. Пришедший Оровезо вдохновляет их.

#### Картина третья. Придел Ирминсула в храме друидов
Норма ожидает возвращения Адальджизы, однако вместо неё приходит Клотильда. Разговор Адальджизы с Поллионом не принёс положительных результатов. Римлянин непреклонен — он навсегда покидает бывшую возлюбленную. Норма думает, что юная соперница нарушила данное ей обещание помочь, оставшись с Поллионом, и решает отомстить. В храм входят воины и Оровезо. Норма ударяет мечом по бронзовому щиту, давая тем самым сигнал к началу восстания. За стенами шум и крики. В храм приводят Поллиона. Он пытался совершить святотатство — похитить из храма жрицу-девственницу. Ему угрожает смерть. Норма требует оставить их наедине. Она предлагает Поллиону спасение, если он откажется от Адальджизы, хотя и не вернётся к Норме. Но Поллион предпочитает смерть. Возвращается Оровезо с воинами. Норма приказывает сложить костёр — на нём погибнет нарушительница обета — истинная виновница всего. Воины требуют назвать её имя. Норма открывает правду — это она, верховная жрица, нарушила обет целомудрия. Она просит своего отца, Оровезо, простить её, заботиться о её сыновьях и помнить, что те — его кровь и плоть. За пределами храма разгорается пламя костра. Норма прощается с отцом. Поллион пытается её остановить, но жрица непреклонна. Тогда Поллион, поняв, что всегда любил её, принимает решение разделить участь Нормы. Они вдвоём восходят на костер.

## Известные арии и фрагменты
- Sinfonia

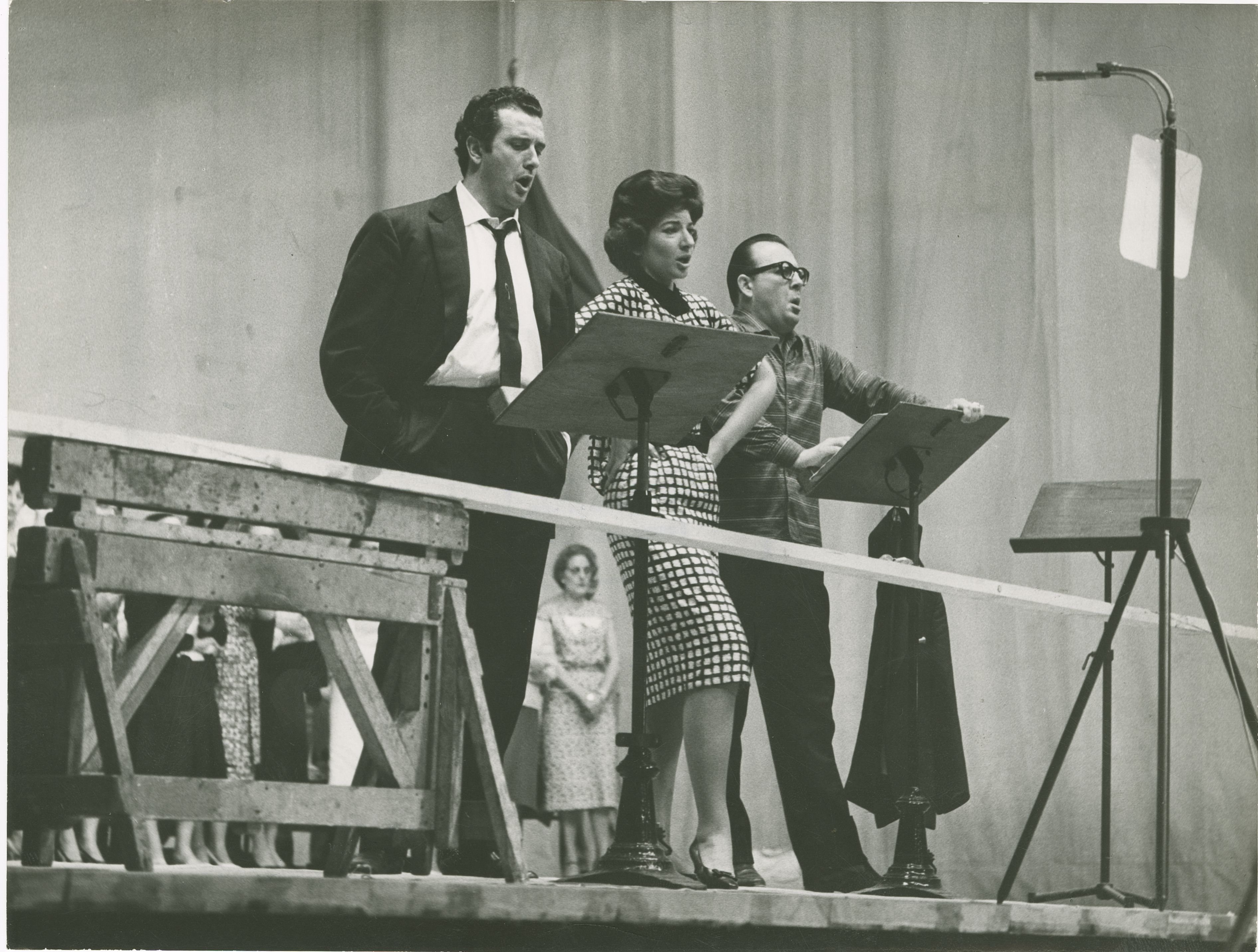
Запись «Нормы» в 1962 году: партии Поллиона, Нормы и Оровезо исполняют Франко Корелли, Мария Каллас и Никос Заккария

- Casta diva, каватина Нормы (Act I)
- Sola, furtiva al tempio, дуэт Нормы и Адальджизы (Act I)
- Ah! di qual sei tu vittima, трио Нормы, Адальджизы и Поллиона (Act I)
- Teneri figli, ариозо Нормы (Act II)
- Deh, con te, con te li prendi, дуэт Нормы и Адальджизы (Act II)
- Guerra, guerra! le galliche selve, хор (Act II)
- In mia man alfin tu sei, дуэт Нормы и Поллиона (Act II)
- Deh! non volerli vittime, финал Act II

## Адаптации
- В 1851 году молодой Генрик Ибсен сочинил пародию на оперу Беллини, которую назвал «Норма, или Любовь политика».
- Мэрион Брэдли переосмыслила «Норму» в своём псевдоисторическом романе «Лесная обитель[англ.]» (1993). Действие этой книги происходит не в Галлии, а в Британии.

## В астрономии
В честь главной героини оперы назван астероид (555) Норма, открытый в 1905 году немецким астрономом Максом Вольфом в обсерватории Хайдельберг.